# Импровизация XXVI (гребля)
«Импровизация XXVI (гребля)» (нем. Improvisation 26 (Rudern)) — абстрактная картина русского художника Василия Кандинского, написанная в 1912 году и хранящаяся в Городской галерее в доме Ленбаха в Мюнхене, Германия.

## Описание
На картине изображено несколько цветовых пятен, резко прерываемых толстыми чёрными линиями на переднем плане. Они создают ощущение движения. Некоторые из чёрных линий, кажется, почти напоминают начертания восточноазиатских иероглифов, хотя в красной арке слева от холста, пересечённой шестью чёрными пунктирами, можно легко узнать гребную лодку, которой управляют два персонажа, напоминающих гребцов. По мнению многих критиков, чёрные линии изображают вёсла, которыми художник, возможно, вдохновлялся при выборе названия картины.
Самым важным элементом является цвет: жёлтое пятно, как и красное, находится ближе всего к зрителю, а синее — дальше и создаёт ощущение глубины. Последний стремится изобразить внутреннюю тишину человека, жёлтый выделяется для зрителя как самый светлый цвет работы, а красный, напротив, хочет запечатлеться в душе, воздействуя на эмоциональное состояние зрителя. Кандинский, используя цвета как звуки, хочет «вибрировать» душой зрителя, вызывая у него ряд психологических и духовных ощущений, противоположных друг другу, которые представлены горячими и холодными цветами.

## Анализ
Эта работа входит в группу произведений под названием «Импровизации», которое происходит от названия музыкальных композиций. Художник написал полотно в наиболее ранний период после перехода от фигуративной живописи к абстрактной. В картине под номером 5 из 26 Кандинский фокусируется на проблеме света и пространства в отношении цвета и формы в движении и сохраняет постоянство абстрактного абсолюта, свободного от натуралистического содержания.
Подзаголовок импровизации обозначает предмет изображения. Уже знакомый с амбивалентными средствами изображения Кандинского, зритель узнает очертания лодки с расставленными веслами и сидящими в ней согнутыми фигурами, невесомо скользящими по переливающейся цветовой поверхности. Мотив лодки входит в самый сокровенный круг фигуративного космоса Кандинского и появляется во множестве контекстов со времён его более ранних работ, таких как «Красочная жизнь», «Озеро» и, скорее всего, связан с темой Всемирного потопа. Эта фигура также может иметь значение в рамках богословских, теософских и спиритуалистических интересов художника.
Существуют различные трактовки мотива, означающие прощание и расставание, но также и то, как всадник может быть метафорой освобождения. Возможно, что такие смысловые аспекты играют главную роль в картине, одиночный крупномасштабный мотив которой необычен для произведений Кандинского тех лет.
Переживая крушение материалистического века, человек, чья душа пробудилась ото сна, дрейфует в ожидании наступления эпохи чистой духовности и знания. Движение истории для Кандинского фактически представлено постоянно растущей пирамидой. Тому, что до недавнего времени находилось на её вершине (духовные, культурные и философские достижения эпохи), суждено стать общим достоянием в более позднее время.
Но не менее интересна формальная особенность картины, которая делает её образцовым шедевром Кандинского периода решающего перелома в его живописи. Линия и цвет теперь полностью разделились, чтобы сформировать новое единство. Открытая дуга круглого корпуса лодки окрашена в тот же мареново-красный цвет, что и волнистая линия в верхней зоне изображения, которую можно определить как линию холма на основе одной из связанных акварелей. Энергичные чёрные диагонали вёсел и сгорбленные линии спин лодочников обретают собственную психическую силу, не имеющую физического облика.
Собственной ценности линии противостоит конструктивная сила автономного цвета. Сказочное, плавающее состояние пространства между глубиной и площадью достигается в картине, основанной исключительно на выборе и распределении цветов. Помимо их психологических эффектов, которые, по мнению Кандинского, могут вызывать душевные вибрации помимо чистой физики восприятия, здесь ему удается использовать цвет для построения идеального пространства. В своем произведении «О духовном в искусстве» Кандинский также подробно останавливается на экспериментах кубистов с деконструкцией традиционной перспективы и созданием нового живописного пространства. Напротив, он придерживается других вариантов, таких как цвет, который при правильном нанесении может двигаться вперед или назад и стремиться вперед или назад, превращая изображение в существо, парящее в воздухе, что равносильно живописному расширению пространства. Несмотря на поверхностное сопоставление цветов без фиксированных границ, создается глубина обширного живописного пространства.
Об этом процессе, основанном на продуманной игре противоположных эффектов, Кандинский прокомментировал в «Кёльнской лекции» 1914 года: «Краски, которые я применил позже, лежали как бы на одной и той же поверхности, их внутренний вес был разного рода. Таким образом, взаимодействие различных сфер вошло в образы само собой … Это разнообразие внутренней поверхности придало моим картинам глубину, которая блестяще заменила прежнюю глубину перспективы. Я разложил гири так, чтобы на них не было видно архитектурного центра. … Точно так же я относился к отдельным оттенкам, охлаждая теплые, согревая холодные, так что даже один цвет был возведён в композицию».